# Ильинское (Антроповский район)
Ильинское — деревня в Антроповском муниципальном районе Костромской области. Входит в состав Котельниковского сельского поселения

## География
Находится в центральной части Костромской области на расстоянии приблизительно 44 км на юго-запад по прямой от поселка Антропово, административного центра района.

## История
В конце XIX — начале XX века деревня относилась к Макарьевскому уезду Костромской губернии. В 1907 году здесь было учтено 5 дворов.

## Население
Постоянное население составляло 25 человек (1897 год), 24 (1907), 1 в 2002 году (русские 100 %), 0 в 2022.